# Matatu
Cet article concerne le moyen de transport. Pour les autres significations, voir Matatu (journal).

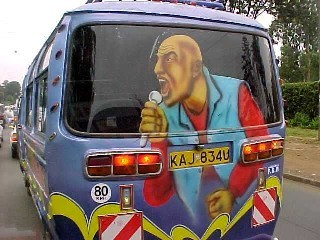
Un matatu personnalisé à Nairobi et non conforme à la réglementation routière kényane de 2007

Le matatu (ou matutu) est un minibus de transport en commun de 13 à 19 places, chacune théoriquement munie d'une ceinture de sécurité à 2 points, en service partout au Kenya et au Maroc. Ils sont souvent très personnalisés par leur propriétaires, peints avec des graffitis voire bardés de tubes fluorescents avec effet stroboscopique.
Leur nom provient de tatu (« trois » en swahili) et signifie littéralement « pour trois » consécutivement au prix de 30 cents ou de trois pièces de 10 cents (mateni matatu) qui était, lors de leur création en 1992, le prix de la course en Shilling kényan.

## Réglementation
Depuis le 1er janvier 2007, tous les matatu doivent être conformes à la réglementation :
- installation d'un limiteur de vitesse limitant celle-ci à un maximum de 80 km/h ;
- installation d'une ceinture de sécurité à 2 points minimum pour chaque siège et obligation de les utiliser ;
- bande de couleur jaune ceinturant horizontalement l'intégralité de la carrosserie ;
- inscription de façon visible du nom du propriétaire du véhicule ainsi que des deux terminus ;
- port d'un badge et d'un uniforme par le conducteur et tous les membres du personnel.

La réglementation imposée n'est pas souvent respectée : le limiteur de vitesse est souvent trafiqué et les ceintures de sécurité, bien qu'effectivement installées, sont inopérantes. L'utilisation des bandes jaunes et des uniformes, car plus visibles, est mieux respectée.

## Fonctionnement
Ces mini-cars ont la particularité d'employer un jeune homme jouant le double rôle de recherche de clients et de réception des titres de transport des passagers. Cet acrobate, accroché à la portière latérale coulissante du véhicule, attire l'attention par des gesticulations, des acrobaties et des appels sur la destination. Il est surnommé manamba (« harangueur », « baratineur » en swahili).
Ils sont aussi bien utilisés pour les déplacements à l'intérieur des villes qu'entre des localités différentes. Leurs rayon d'action peut aller jusqu'à une cinquantaine de kilomètres.
Les principales nuisances, pour les usagers, proviennent du style de conduite « sportive » des chauffeurs malgré les piètres performances techniques du véhicule, du niveau élevé de la sonorisation de la musique diffusée dans l'habitacle et du dépassement régulier du nombre de passagers admis.

## Tarifs
Il est à noter que le manamba adapte bien souvent le prix au client : ainsi il leur arrive fréquemment de demander aux touristes étrangers des tarifs dix voire cent fois supérieurs à la normale.
Par ailleurs l'usage est de discuter du prix avant de monter, puis de payer (en pièces) pendant le trajet, car à la descente il arrive que le matatu démarre avant que le client ait obtenu sa monnaie.

## Alternatives

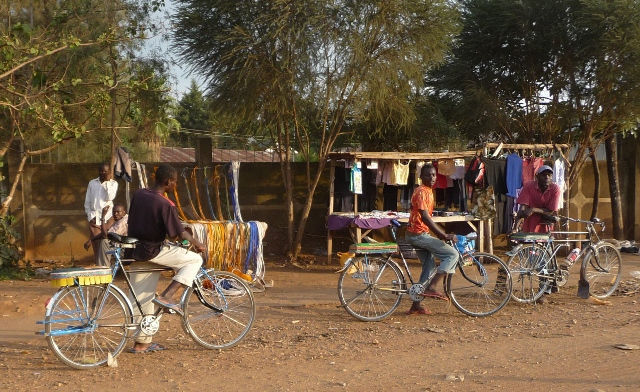
Trois boda-boda en 2009 à Kakamega

Le matatu est le moyen de transport partagé le plus utilisé au Kenya. Cependant, sa concurrence comporte :
- un réseau de véritables autobus, malheureusement uniquement développé à Nairobi (compagnie City Hopper) ;
- le vrai taxi, confortable mais onéreux ;
- le tuk-tuk, scooter à trois roues de faible puissance et partiellement carrossé, dont le parcours est limité au périmètre intra-cité mais financièrement avantageux pour 2 ou 3 personnes ;
- le pikipiki ou piki-piki[2], moto ayant, en général, une cylindrée de 125 cm3 et dont le rayon d'action peut atteindre celui du matatu ;
- le boda-boda[3],[note 1], vélo, également limité aux limites d'une localité, muni d'un coussin adapté au porte-bagages et servant à transporter un voire deux clients.

Hormis pour le bus, les prix de ces moyens de transport ne changent pas avec le nombre de passagers, rendant avantageux le partage d'un trajet.